# Cuphea sincorana
Cuphea sincorana är en fackelblomsväxtart som beskrevs av T.B. Cavalcanti. Cuphea sincorana ingår i släktet blossblommor, och familjen fackelblomsväxter. Inga underarter finns listade i Catalogue of Life.